# Mini (film)
|  | Denne artikel er oprettet af botten Steenthbot ud fra en ekstern database. Den kan derfor have sproglige fejl eller mangler. Denne skabelon kan fjernes efter kontrol af indholdet. |

 For alternative betydninger, se Mini. (Se også artikler, som begynder med Mini)
Mini er en dansk kortfilm fra 2014 instrueret af Milad Alami.

## Handling
Simon bor med sin mor i det nordligste Sverige. Hun er bodybuilder og træner hårdt op mod den næste store konkurrence. Hun er til gengæld ikke meget mor, og Simon ofrer alt for at hjælpe og træne hende. Han indser dog snart, at hendes krop ikke kan holde meget længere, og længslen efter at realisere sine egne drømme presser på.

## Medvirkende
- Joel Lützow, Simon
- Madelene Lundberg, Lena